# Charles-Bazile Mercier-Vergerie
Charles-Bazile Mercier, dit Mercier-Vergerie, né le 18 janvier 1762 aux Sables-d’Olonne et mort le 25 mars 1811 à Paris, est un avocat et un homme politique français.

## Biographie

### Famille
Issu d’une ancienne famille de la bourgeoisie des Sables-d’Olonne, Charles-Bazile Mercier-Vergerie est le fils de Gilles-Louis Mercier, sieur de Plantibaud, avocat au parlement, conseiller du roi et procureur de l’élection des Sables-d’Olonne, et de Marie-Anne Dupont. Il a pour frère Gilles Mercier, sieur de la Colombière, plus connu au cours de la Révolution sous le nom de Mercier-Colombière, l’un des deux chasseurs à cheval qui contribuèrent à la prise de Charette près de la Chabotterie.

### Carrière professionnelle
Avant 1789, Mercier-Vergerie est avocat aux Sables-d’Olonne ; sous la Révolution, il y est nommé défenseur officieux en août 1791. Alors qu’il est commissaire du gouvernement près la cour de justice criminelle au cours du Consulat, sa fonction devient celle de procureur général impérial sous l’Empire.

### Carrière politique
Le 2 vendémiaire an XIV, il est élu par le Sénat conservateur comme représentant de la Vendée au Corps législatif, assemblée où il siège jusqu’à sa mort.

## Distinction
Le 25 prairial an XII, il est fait chevalier de la Légion d’honneur, cité comme capitaine de la Garde impériale.